# Ewazjusz (biskup Asti)
Ewazjusz, biskup Asti – błędnie uważany za 1. biskupa Asti, męczennik chrześcijański z czasów panowania Konstantyna I (306-337) lub  Juliana Apostaty (361-363), święty Kościoła katolickiego.
Święty Ewazjusz jest mylony z imiennikiem, określanym jako Ewazjusz II, biskupem Asti pomiędzy 685 i 713. Natomiast pierwszym biskupem Asti był prawdopodobnie św. Anian.
Według dziejów męczeństwa (Passio, BHL 2792) Ewazjusz miał być konsekrowany na biskupa przez papieża Sylwestra w Ecclesia beati Petri Apostoli, iuxta eiusdem Apostoli aram  w 330 roku.
Razem z towarzyszami św. Projektusem i Maliano, miał uciekać przed arianami do Selva Cornea w pobliżu Casale Monferrato. Około 362 roku prefekt miasta Attubalo, zachęcony przez arian, aresztował ich i kazał ściąć razem ze 143. innymi chrześcijanami.
Jego wspomnienie liturgiczne obchodzone jest 1 września (za Martyrologium Rzymskim) lub 1 grudnia (Kościół katolicki we Włoszech) razem ze św. Projektusem.
Oboje są patronami Casale Monferrato i katedry (wł.) Duomo di Casale Monferrato w Asti (obok świętych: Natala i Wawrzyńca).